# Marosvásárhely köztéri szobrai
A 2010-es évek végén Marosvásárhely köztéri szobrainak száma közel ötven volt, ezek közül mintegy húsz ábrázol személyiségeket.
A város elsőként állított – egyben a legrégibb máig álló – köztéri műalkotása az 1875-ben leleplezett Székely vértanúk emlékműve. A dualizmus alatt emelt többi szobrot a román hatalomátvétel után eltávolították vagy átalakították. A két világháború közötti időszakban román szobrokat emeltek, de ezeket a második bécsi döntés után román területre menekítették. A második világháború után ezek – vagy másolataik – visszakerültek a városba, a következő évtizedekben pedig számos új szobor is készült.
A műalkotások főként a városközpontban vannak. A román és a magyar személyiségeket ábrázoló szobrok száma megközelítőleg azonos.

## A dualizmus idején emelt szobrok

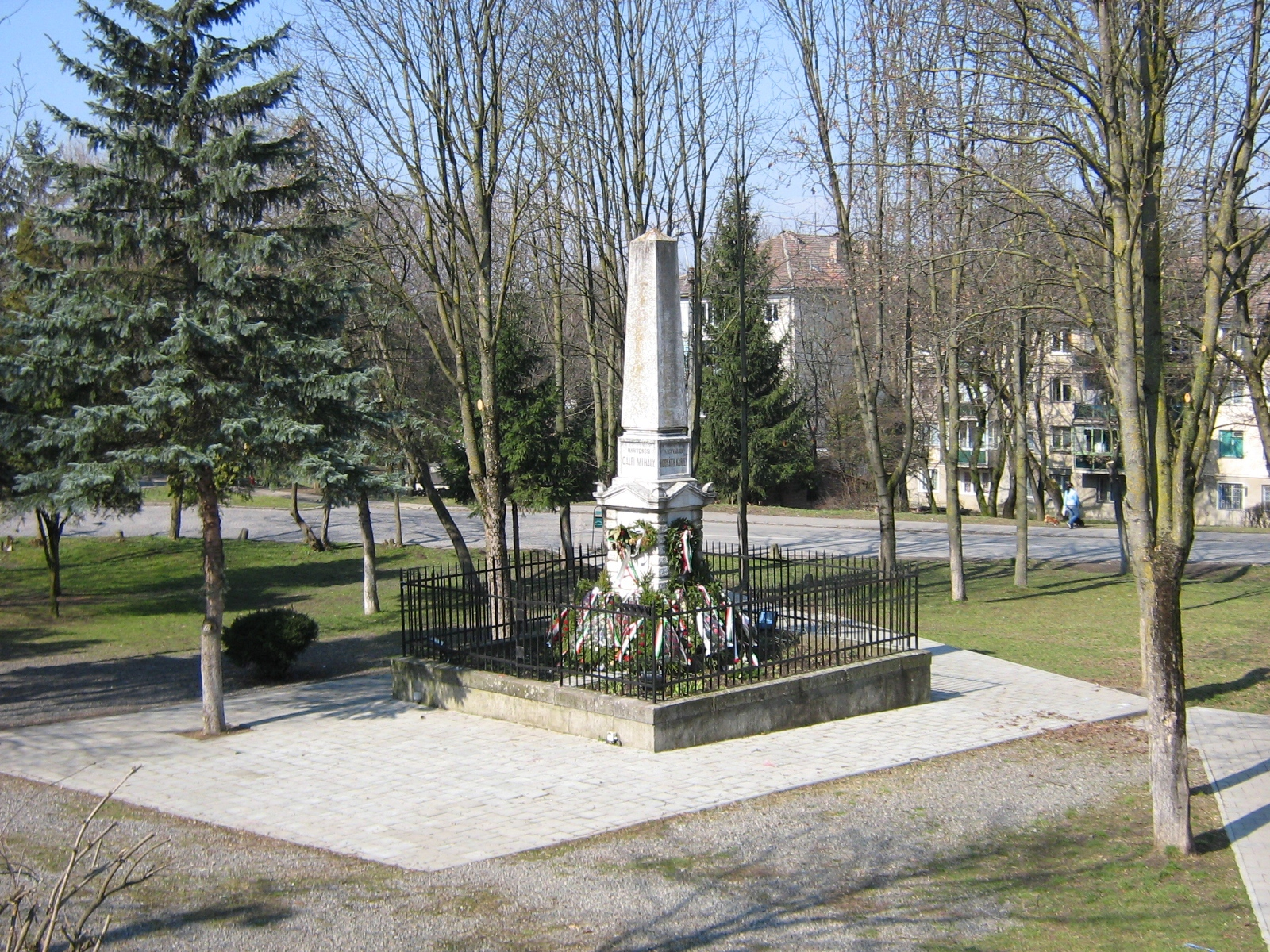
A Székely vértanúk emlékműve

### Székely vértanúk emlékműve
A Postaréten, az orvosi egyetem közelében emelt obeliszk az 1851-es Habsburg-ellenes Makk-féle összeesküvés három erdélyi vezetőjének állít emléket, akiket 1854-ben ezen a helyen végeztek ki. Már az 1860-as években felmerült egy síremlék állításának ötlete a kivégzésekhez használt akasztófák helyén. Az 1875-ben felavatott, porosz gránitból készült, hat méter magas obeliszk Aradi Zsigmond munkája, oldalán a három vértanú (plebejus felfogású) neve és Jókai Mór epigrammája olvasható. Átvészelte a történelem szobordöntögetős-menekítős időszakait, jelenleg is minden évben megkoszorúzzák. Műemlékként tartják nyilván.

### Bem-szobor
Bem József az 1848–49-es forradalom és szabadságharc kiemelkedő egyénisége, az erdélyi sereg főparancsnoka volt. A honvédek már röviddel a szabadságharc leverése után tervbe vették egy szobor felállítását, az 1868-as honvédgyűlésen pedig Marosvásárhelyt nevezték ki a szobor helyéül. A gránittalapzaton álló, Huszár Adolf által készített háromméteres bronzszobrot 1880-ban leplezték le a Főtér központi részén, a ferences kolostorral egy vonalban, nagy ünnepségek közepette. A román hatalomátvétel után, 1919-ben ledöntötték, megrongálták, majd elszállították. 1928-ban a román hatóságok kijelentették, hogy a szobrot átadták Lengyelországnak, azonban később kiderült, hogy sosem érkezett meg Lengyelországba.

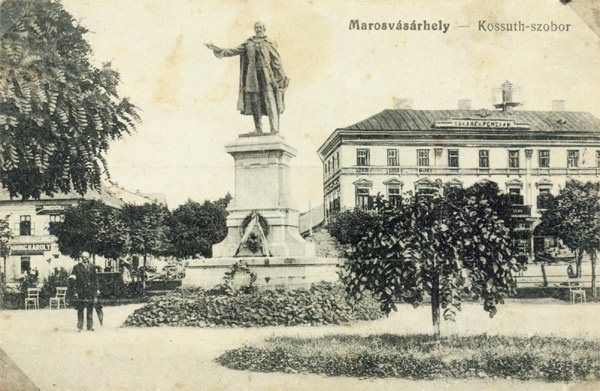
A Kossuth-szobor 1900 körül

### Kossuth-szobor
Kossuth Lajost mindig is tisztelet övezte a marosvásárhelyiek körében: a város első díszpolgárává választották, utcát neveztek el róla, a közgyűlés termét életnagyságú festménye díszítette. Halála után, 1894 tavaszán bizottságot alapítottak egy főtéri Kossuth-szobor felállítására. A gránittalapzaton álló, 3,2 méter magas bronzszobrot Köllő Miklós készítette, és 1899-ben leplezték le a katolikus plébánia előtt, a zenélő kút közelében. 1919-ben hasonló sorsra jutott, mint a Bem-szobor: a románok ledöntötték és elvitték. A bronzból később sasfigurákat öntöttek, melyekkel román katonai emlékműveket díszítettek. Az összetört talapzatot a Maros gát alatti részébe dobták, ahol alacsony vízálláskor még a 20. század végén is látható volt.

### Rákóczi-szobor
II. Rákóczi Ferencet Marosvásárhelyen iktatták be Erdély fejedelmévé, és a dualizmus alatt több közterület is Rákóczi nevét viselte. 1907-ben, beiktatásának 200. évfordulóján leplezték le Rákóczi mellszobrát a Kossuth utca és az Arany János utca kereszteződésében található kis parkban (jelenleg ezen a helyen áll a Petőfi-szobor). A mű Székely Károly marosvásárhelyi szobrász alkotása volt, a fejedelem fizimiskáját Mányoki Ádám ábrázolása alapján mintázta meg. 1919-ben ezt a szobrot is eltávolították.

### Petőfi-emlékoszlop
A bronztáblával díszített obeliszket 1912 novemberében leplezték le a Főtér északkeleti kijáratánál, a Görög-ház előtti járdaszigeten. A Kallós Ede budapesti szobrász által készített tábla a harcba induló Petőfi Sándor alakját ábrázolta Bem tábornok és a múzsa alakjai között. Az obeliszk tetejére 1913-ban egy turulszobor elhelyezését tervezték, de a háború meghiúsította ezt. 1919-ben a románok levették a bronztáblát, az obeliszk átfaragott talapzatán 1923-ban Ion Schmidt-Faur bukaresti szobrász román katonát ábrázoló szobrát helyezték el. A második bécsi döntést követően, 1940-ben a kivonuló románok elszállították a katonaszobrot, a többi román szoborral együtt.

## A két világháború között és alatt emelt szobrok

### Capitoliumi farkas
Az első világháború után Olaszország a capitoliumi farkas szobrának öt másolatát ajándékozta Romániának, tisztelegve a románok latin származása előtt. A bronzszobrok egyikét Marosvásárhelyen állították fel 1924-ben, a Közigazgatási Palota (egykoron városháza) előtti parkban. 1940-ben a románok Tordára szállították a szobrot, és ma is ott áll. 1991-ben másolatot készítettek róla és újra elhelyezték régi helyén, a Közigazgatási Palota előtt. Műemlékként tartják nyilván.

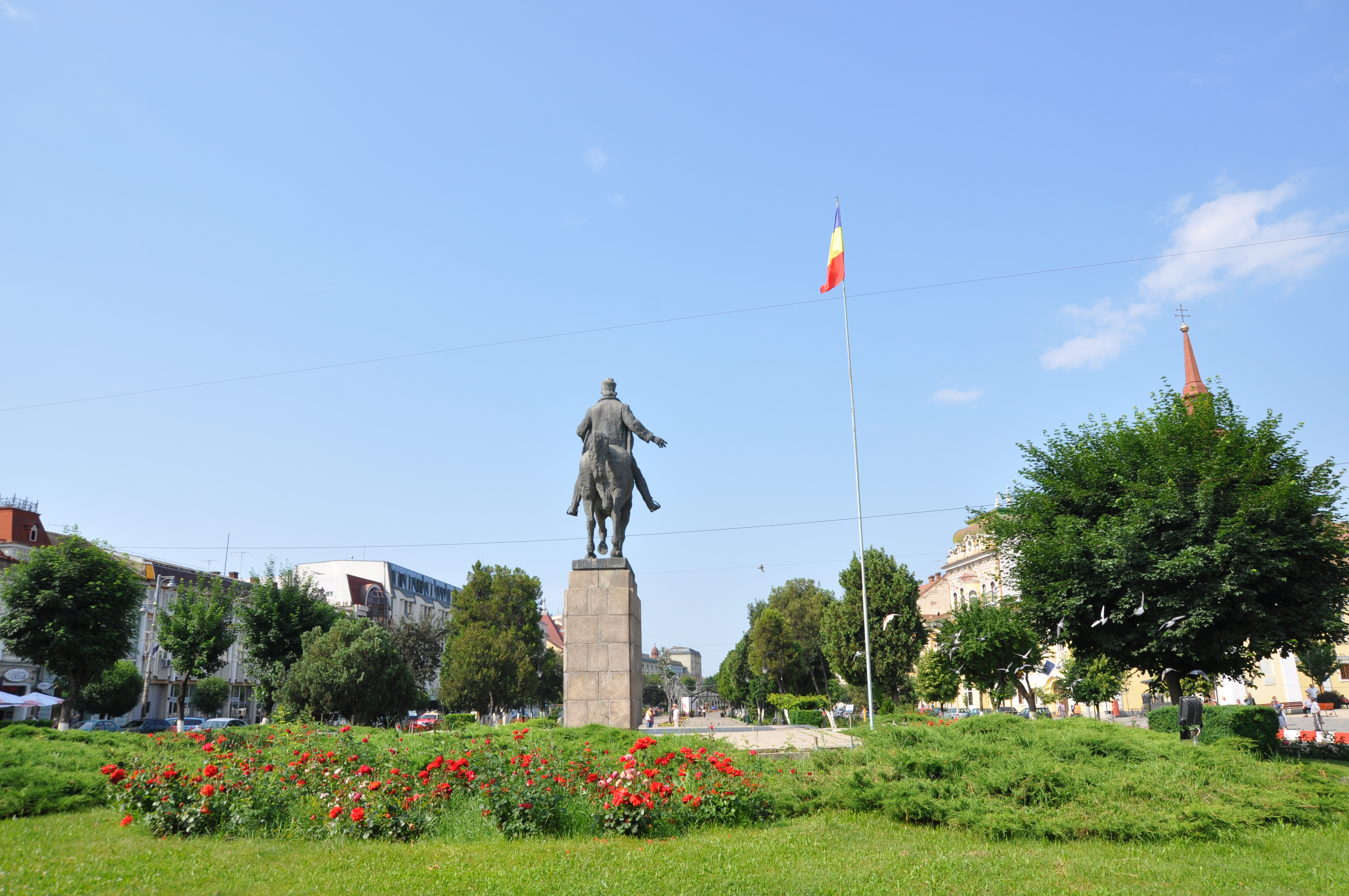
Avram Iancu új szobra

### Avram Iancu lovasszobra
Avram Iancu Marosvásárhelyen kezdte 1848-as forradalmi tevékenységét, majd a román felkelők katonai vezetője lett. Az első, bronzból készült kétszeres életnagyságú Iancu-szobrot Ion Dimitriu-Bârlad készítette, és 1930-ban leplezték le a Főtér délnyugati végén, közel ahhoz a helyhez, ahol jelenleg az Ismeretlen katona szobra van. Ezt 1940-ben Topánfalvára menekítették, és ma is ott áll. 1978-ban egy új, kőből készült Iancu-szobrot állítottak a Főtéren (Florin Codre bukaresti szobrász alkotása), ezúttal a tér északkeleti részén, az ortodox katedrális előtt. A szobrot műemlékként tartják nyilván. Ezen a helyen korábban egy békaszobrokkal díszített szökőkút volt; a föld alatt állítólag még megvan a kút szivattyúháza és csövezése. 2023-ban egyik béka előkerült, és az állatkertben állították ki szökőkútként.

### Papiu Ilarian mellszobra
Alexandru Papiu Ilarian szintén az 1848-as román forradalom vezéregyénisége volt. A román hatalomátvétel után, 1919-ben megalakult a Papiuról elnevezett iskola az egykori magyar leánygimnázium épületében. Az iskolaépület előtt 1930 decemberében leplezték le Papiu mellszobrát, Ion Schmidt-Faur alkotását. 1940-ben Nagyenyedre vitték, majd 1957-ben visszavitték Marosvásárhelyre, és eredeti helyén állították fel. Műemlékként tartják nyilván.

### Kőrösi Csoma Sándor szobra
1940 és 1944 között Marosvásárhely ismét Magyarországhoz tartozott, a Polgári Fiúiskola (a későbbi Petru Maior Egyetem) pedig felvette Kőrösi Csoma Sándor filológus, orientalista nevét. 1941-ben felkérték Dabóczi Mihályt, hogy készítse el Kőrösi szobrát, amelyet majd az iskola közelében, a vár déli falánál (a Kádárok bástyája mellett) fognak felállítani. A trachitból készült, egész alakos szobrot 1943 szeptemberében avatták fel. 1944-ben a visszatérő románok ledöntötték, fejét letörték. Az 1950-es években a pártbizottság jóváhagyta a szobor újraállítását, engedve a magyar diákok követelésének, így Kulcsár Béla szobrászművész restaurálta az alkotást, majd 1962-ben a vártól északkeletre, a Vársétányon állították fel.

## A kommunista időszak szobrai

### Sztálin-szobor
A szovjet vezető kultusza Marosvásárhelyet sem kerülte el: 1955 decemberében leplezték le Sztálin szobrát a Közigazgatási Palota (akkoriban a néptanács székhelye) előtti parkban, ahol korábban, illetve később a capitoliumi farkas állt. Az egészalakos, talapzattal együtt mintegy tíz méter magas bronzszobrot Izsák Márton és Csorvássy István marosvásárhelyi szobrászművészek készítették. A gesztus néhány héten belül „idejétmúlt” lett, mivel már 1956 elején bírálni kezdték a sztálini rendszert. A szobrot végül 1962-ben tüntették el.

### Bolyaiak szobra
Bár nem Marosvásárhelyen születtek, a Bolyaiak munkássága szorosan összefonódik a várossal: Bolyai Farkas a Református Kollégium tanára volt, Bolyai János pedig a tanintézet diákja, egyben a geometria forradalmasítója, a magyar tudomány egyik legnagyobb alakja. A kétalakos kőszobor Izsák Márton és Csorvássy István alkotása; 1957-ben leplezték le a Bolyaiak terén, a református líceum előtt, az iskola fennállásának 400 éves évfordulóján. Felavatásának idején a szobor stílusa rendkívül modernnek számított, és ez a felsőbb körök rosszallását váltotta ki; hamarosan azonban a város egyik jelképévé vált. Műemlékként tartják nyilván.

### Az ismeretlen katona szobra
1963-ban, más források szerint 1964-ben állították a Főtér délnyugati kijáratánál. A talapzat felirata szerint a haza felszabadításáért elesett román katonáknak állít emléket. A kőből készült, hatalmas méretű szocialista realista stílusú szobor megnevezése, szimbolikája a kortól függően változott (szovjet katona, román katona, ismeretlen katona), karját is többször átformázták. A 21. század elején többször javasolták elköltöztetését, mivel az alkotás nem illik a városközpont összképébe.

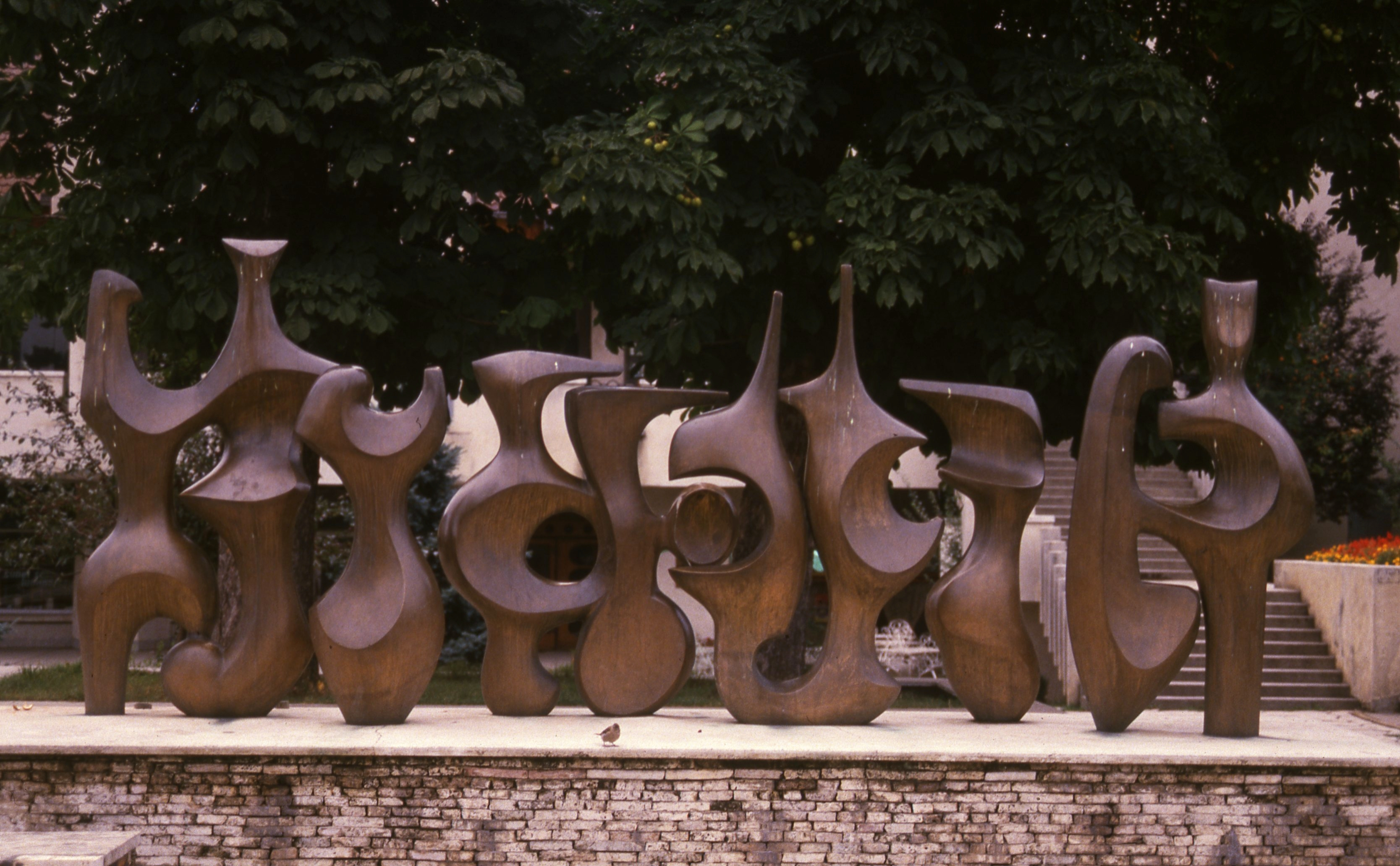
Térkompozíció a Színház téren

### Egyéb szobrok
Az 1960-as évek végére a román közösség aránya már elérte a 30%-ot, és kultúrájuk több kiválóságának kívántak emléket állítani. 1968-ban átadták Nicolae Bălcescu mellszobrát, Andrei Ostap művét a Győzelem tér kis parkjában. Bălcescu kiemelkedő történész volt, az 1848-as forradalom alatt a románok és magyarok összefogásáért szállt síkra. Sürgette a román földreformot; emiatt a kommunizmus alatt igen kedvező megítélésnek örvendett.
1969-ben Mihai Eminescu-szobrot lepleztek le a Bernády György téren, a vár mellett (Izsák Márton alkotása). Eminescu, a legnagyobbnak tartott és a legismertebb román költő 1866-ban Marosvásárhelyen is megfordult. Ez a szobor később átkerült Dicsőszentmártonba. 1989-ben egy új Eminescu-szobrot állítottak, melyet szintén Izsák Márton készített; ez az egyetem-klinikai negyedben álló ifjúsági ház előtt áll.
1981-ben Bartók Bélának állítottak emléket a zeneszerző születésének 100. évfordulója alkalmából. A kőből faragott mellszobor a Bartók utcában áll, alkotója Izsák Márton. A zeneszerző 1912-ben és 1922-ben koncertezett Marosvásárhelyen.
A személyiségeket ábrázoló szobrok mellett számos térplasztika, absztrakt alkotás is készült. Az 1970-es években létesített Színház téren több modern szoborcsoport is látható: Tragédia és komédia (Mac Constantinescu), Genézis (Kulcsár Béla), Múzsák (Zagyva László), Kagyló (Gavril Ședran). Esztétikai élményt nyújtó, absztrakt szobrokat állítottak még a Kárpátok sétányán, a Cornișa-negyedben, az egykori Tornakert mellett, és a régi szülészettel szembeni parkban (Puskás Sándor, Bálint Károly, Benczédi Sándor). Ezek közül azóta többnek nyoma veszett.

## A 20. század végétől emelt szobrok

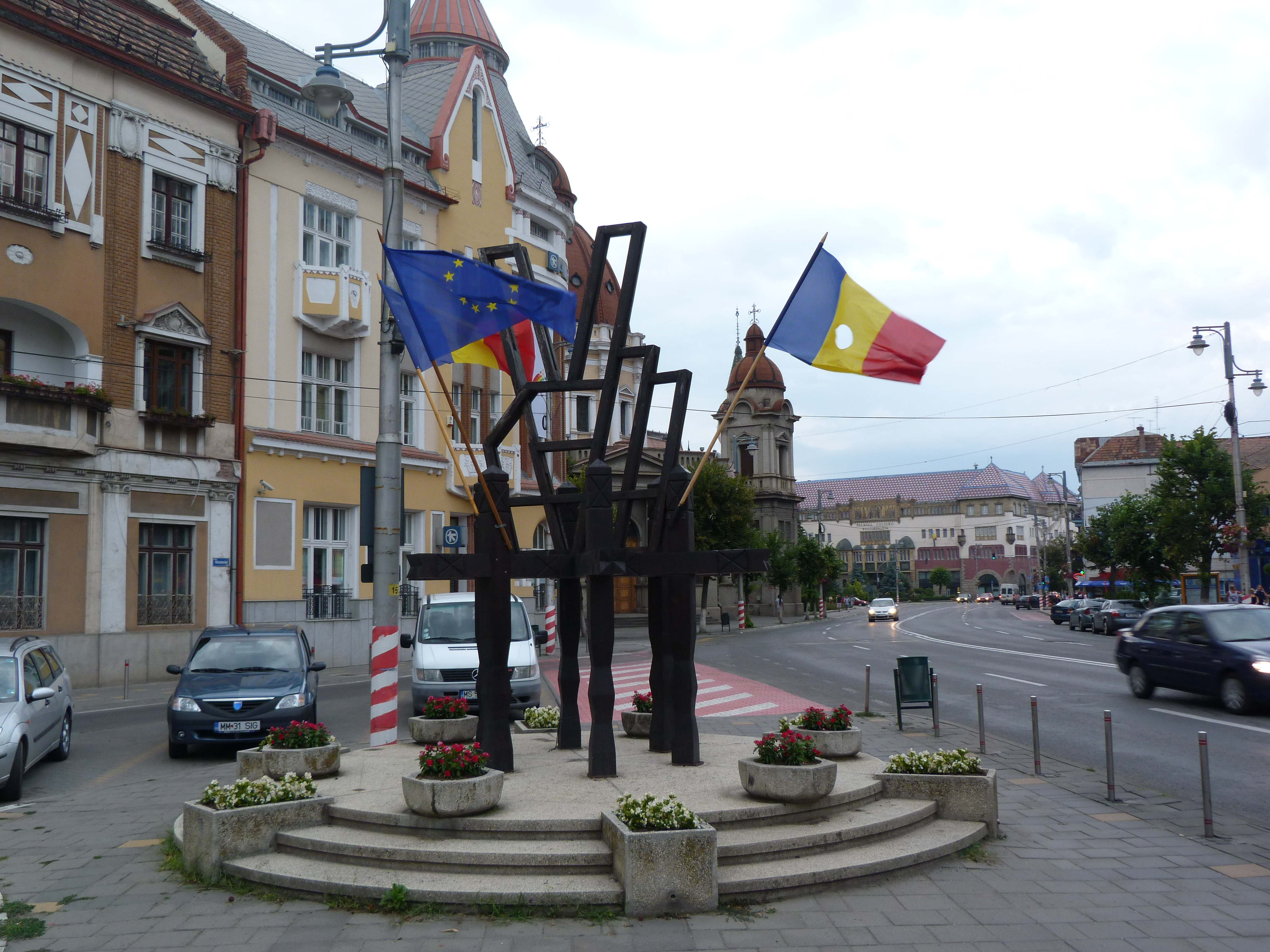
Az 1989-es forradalom hőseinek emlékműve

### A kommunizmus áldozatainak emlékművei
Az 1989-es forradalom hőseinek emlékművét 1990-ben állították a Győzelem téren, a Grand szállodával szemben a forradalom marosvásárhelyi áldozatainak emlékére. 1989. december 21-én a hatalom ezen a helyen lövetett a diktatúra ellen tüntető tömegbe, ami következtében hat ember életét vesztette: Bodoni Sándor, Hegyi Lajos, Adrian Hidoș, Ilie Muntean, Pajka Károly, Tamás Ernő. Az emlékmű hat fakeresztből áll, melyek fölött a győzelem jelét formázó kéz van. A fából ácsolt alkotást eredetileg csak ideiglenesnek szánták, egy méltó emlékmű készítése máig várat magára.
2004-ben állították fel A volt politikai foglyok, a Szovjetunióba hurcoltak és a kommunizmus áldozatainak emlékművét. Vasile Grama alkotása az Eminescu ifjúsági ház mögötti parkban van.

### Holokauszt-emlékmű
A marosvásárhelyi Holokauszt-emlékmű a városból 1944-ben elhurcolt 7500 (más források szerint 8500-nál is több) zsidónak állít emléket. A kompozíció már 1947-ben elkészült, de csak 2003-ban állították fel a Kossuth, Jókai (Rozelor) és Malom (Morii) utcák kereszteződésénél található kis téren. Izsák Márton alkotása, aki maga is második világháborús deportált volt.

### Történelmi személyiségek
A 21. század elején kibontakozott a köznyelvben „szoborháborúként” ismert jelenség: sem a magyar, sem a román közösség nem akar alulmaradni, és felváltva állítanak történelmi vagy politikai személyiségeket ábrázoló szobrokat. A szoborállítások legtöbbjének nem az esztétikai élmény nyújtása, kulturális igény kielégítése a célja, hanem ideológiai okok és a szimbolikus közterületfoglalás.

A Bernády-szobor

- A városépítő Bernády György polgármester egészalakos szobrát 1994-ben avatták fel a Teleki-ház előtt. A bronzból készült szobrot Bocskai Vince szovátai szobrászművész készítette.[13]
- Emil Dandea polgármester egészalakos bronzszobrát, Anton Rațiu alkotását 1996-ban leplezték le a Győzelem téri Kiskatedrális előtt. Dandea volt Marosvásárhely egyik első román polgármestere; folytatta a Bernády által elkezdett korszerűsítést, ugyanakkor megváltoztatta a város jellegét.[29]
- Borsos Tamás városi főbírónak egy mészkőívbe foglalt bronz mellszobor állít emléket a marosvásárhelyi vár nyugati fala előtt. A kőív latin felirata: In memoriam aedificatoris arcis (Az erődítmény építőjének emlékére). Kiss Levente alkotása, 2000 júniusában avatták fel.[13]
- Petőfi Sándor egészalakos bronzszobrát, Hunyadi László alkotását 2000 decemberében leplezték le a Kossuth Lajos és az Arany János utcák kereszteződésénél levő kis parkban. Ezen a helyen állt 1919-ig II. Rákóczi Ferenc mellszobra.
- Petru Maior történész, nemzeti mozgalmár szobrát a róla elnevezett egyetem (egykoron Polgári Fiúiskola) előtt avatták fel 2001-ben. Florin Strejac alkotása.[30]
- A Mihai Viteazu-mellszobrot 2003-ban adományozta Marosvásárhelynek Prahova megye tanácsa. A műalkotás sokáig a Közigazgatási Palota előtt állt egy hevenyészett talapzaton, mivel a tanács nem tudott megegyezni a szobor végleges helyéről.[31] 2007-ben került jelenlegi helyére, a Bernády György térre.[32]
- II. Rákóczi Ferencnek 2004-ben állítottak szobrot a Vársétány nyugati végén, a Rákóczi-lépcső közelében. Pokorny Attila alkotása.[13]
- Aranka György 18. századi író, művelődésszervező szobrát 2008-ban állították az Aurel Filimon utcában (régi nevén Iskola utca). Alkotója Gyarmathy János; a talapzat kőkockái közé a magyar ábécé ékezetes és kettős betűinek rézmintáit helyezték el.[24]
- Vályi Gyula szobrát 2012-ben leplezték le a vár déli fala mellett, alkotója Miholcsa József.[32]
- Grigore Vieru moldáv költőnek, a moldovai románok nemzeti öntudata megerősítőjének 2013-ban állítottak szobrot az Eminescu ifjúsági ház előtt. Alkotója Romi Adam.[23]
- Aurel Filimon néprajzkutató, múzeumigazgató bronzból készült mellszobrát 2014-ben leplezték le a róla elnevezett utcában.[24]
- A Vártemplom bejáratánál 2017-ben, a reformáció 500. évfordulójának alkalmából avatták fel Kálvin János és Károli Gáspár mellszobrát (Péterfy László illetve Deák Árpád munkája).[33]
- Bethlen Gábor egészalakos bronzszobrát 2020-ban állították a Főtéren; ez a legelső magyar vonatkozású szobor, mely a román hatalomátvétel után helyet kapott a város központi terén. Tervezője Harmath István szobrászművész, készítője Sánta Csaba.[34]

Az 1990-es években Ion Antonescu marsallnak is szobrot akartak állítani a városban. Antonescunak az 1989-es rendszerváltás után kisebbfajta kultusza kezdett kibontakozni Romániában, a marosvásárhelyi Vársétány is az ő nevét viselte egy évtizedig, és a szobrot is a sétányon tervezték elhelyezni. Miután egy jogszabály megtiltotta a háborús bűnösök kultuszát, a szoborállítás elmaradt. A már elkészült talapzatra 2009-ben Ștefan Gușă tábornok büsztjét kívánták elhelyezni, azonban a törvényszék megsemmisítette a tanács döntését, mivel Gușă az 1989-es temesvári felkelés leverésére kirendelt katonák egyik parancsnoka volt.

### Bolyai János emlékére készült műalkotások

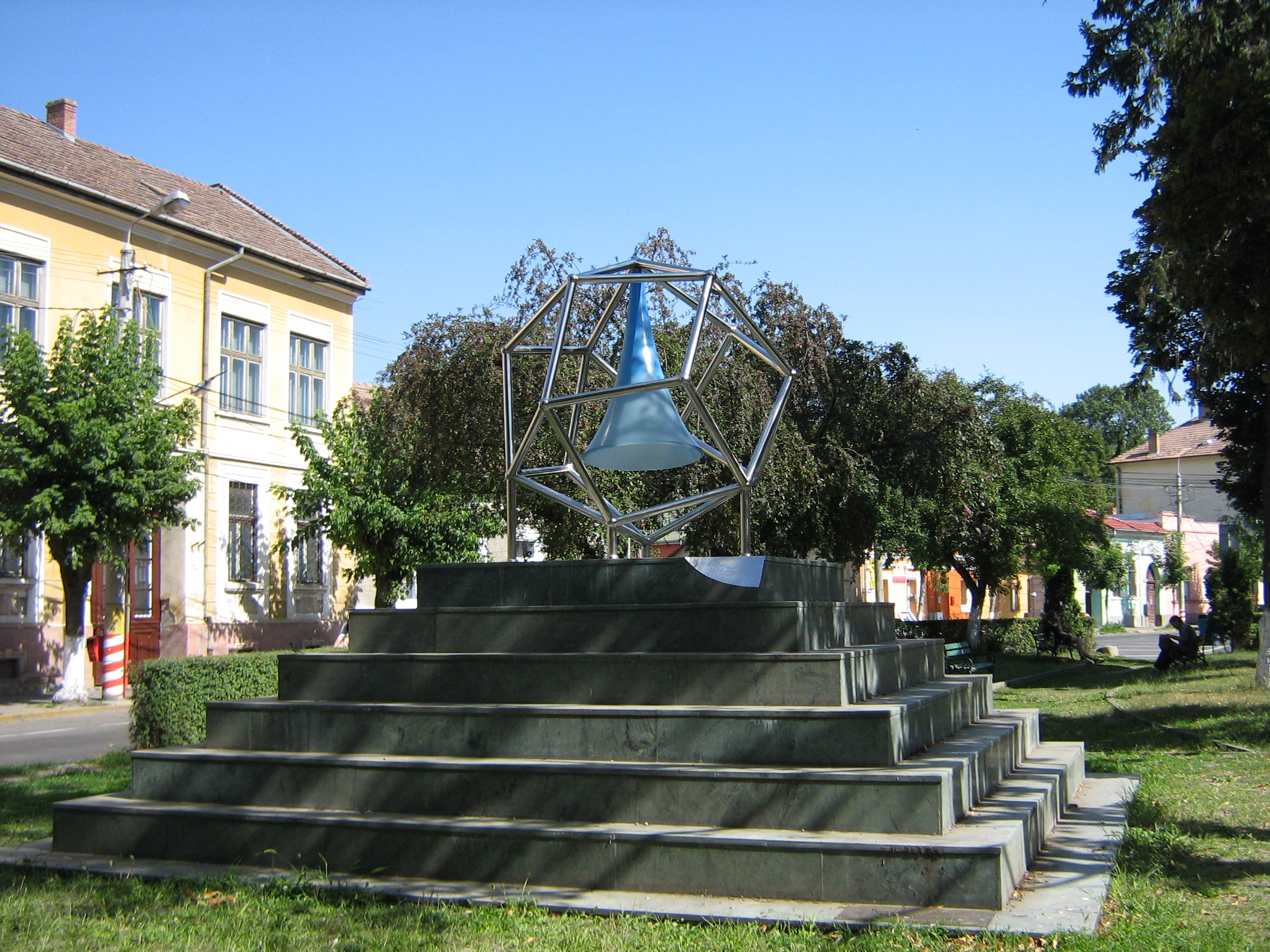
A Pseudosphaera-szobor

Az 1957-ben felállított kétalakos szobron kívül Marosvásárhely több más műalkotással is tiszteleg a Bolyaiak emléke előtt. 2001-ben, a Bolyai Emlékév keretében elindították a Bolyai Alkotótábort, mely művészeinek munkái közül eddig négy vált köztéri alkotássá: Pseudosphaera, A geométer trónusa, Forrás, Hiperbolikus napóra.
A Pseudosphaera-szobrot 2002-ben, Bolyai János születésének 200. évfordulóján állították fel a Bolyai utcában. A modern köztéri alkotás úgy van megalkotva, hogy minden év november 3-án, a nem-euklidészi geometria születésének napján a Nap sugarai tükrök segítségével megvilágítják az emlékművön olvasható Bolyai-idézetet. Tervezője Horváth Sándor matematikus.
A geométer trónusát (Gheorghe Mureșan) és a Forrást (Benedek József) 2008-ban állították fel a megyei kórház előtti parkban. 2009-ben a Nyár utcában (régi nevén Széll Kálmán utca) avatták fel Diénes Attila Hiperbolikus napóra alkotását, mely „kivetíti Bolyai János mértanát a valóságba”.